# Победник (споменик)
Победник је назив тријумфалног споменика који је подигнут 1928. на Горњем граду Београдске тврђаве поводом прославе десетогодишњице пробоја Солунског фронта. Споменик чине бронзана мушка фигура са соколом у левој руци и спуштеним мачем у десној, на глави мушкарца налази се кече које представља српску народну ношњу старосрбијанске-торлачке регије. Рад је вајара Ивана Мештровића, као и постамент који је конципиран у виду дорског стуба са канелурама на високој кубичној бази, је ауторско дело архитекте Петра Бајаловића.

## Изградња споменика
Историјат израде и подизања споменика трајао је у периоду од 1913. до 1928. године, мада прве идеје потичу из 1912. године када се победом у Првом балканском рату у јавности почињу износити предлози за подизање споменика у Београду, у славу коначне победе над Турцима. Председник општине Београд Љубомир Давидовић и градски челници у августу 1913. доносе Одлуку да се овај велики историјски догађај обележи подизањем споменика Победи.

### Идеја
Првобитно замишљен као монументална фонтана која је требало бити постављена на простору Теразијског платоа, односно Трга престолонаследника Александра, како се трг тада називао. Предвиђено је да фонтана буде израђена од камена, са постаментом који су чиниле четири лавље фигуре на чијим леђима је почивао овални базен. Из средишта фонтане уздизао би се мермерни петостепени стуб, симбол петовековног ропства под Турцима новоослобођених крајева, на чијем врху је предвиђена фигура Победника као весник тријумфалних битака. Споменички комплекс требало је да носи назив „Алегорија“. По закључцима општинске седнице од 4. октобра 1913. године, Мештровић је у бронзи требало да изради и двадесет маски за обод око шкољке (базена) и педесет маски за стуб, такође у бронзи. Мештровић је у октобру 1913. Године закључио Уговор са Општином и већ истог месеца почео рад на реализацији фонтане.
Историјат израде замишљене фонтане, као и њену прецизнију дескрипцију преноси лист Време: ... Велики басен (шкољку) чија би спољна страна била украшена рељефом који представља ратнике на коњима у трку. Ободом те шкољке би биле постављене лавовске главе (оне са данашњег водоскока) које би бацале воду која се у шкољци скупља. ... Стуб би био у у одстојањима опасан бронзаним прстеновима на које би се поставиле маске турских глава, а свака би бацала млаз воде у басен испод стуба. ...
Да би што брже свршио рад око подизања те фонтане Мештровић је преселио свој атеље у Београд. Радио је у сутерену Основне Школе код Саборне цркве. За кратко време он је довршио фигуру Победника и лавовске главе. Пошто их је послао на ливење у Чешку, отпочео је израђивање великих рељефа копљаника. Скице великих лавовских фигура такође су биле готове. 
У том је избио Први светски рат. Аустријски ултиматум натерао је Мештровића да напусти Београд, те су услед тога скоро сви завршени радови морали бити напуштени. За време окупације од стране аустријских, немачких и мађарских трупа све ове осим фигуре Победника и лавовских маски, који су били на ливењу, потпуно је било разорено.
Прецизан изглед фонтане познат је захваљујући снимцима оригиналних Мештровићевих цртежа из Атељеа Ивана Мештровића у Загребу, а које је урадио вајар Веселко Зорић.

### Критике јавности
Након завршетка Првог светског рата, поново је актуелизована идеја о подизању фонтане на Теразијама, али с обзиром да финансијска средства у том тренутку нису могла бити обезбеђена, извршено је само плаћање ливења фигуре Победника и лавовских маски. За то време фигура је била смештена у једном магацину водоводних цеви на Сењаку. Ипак 1923. године дошло је до споразума између Београдске општине и Мештровића да се изради споменик на Теразијама. Након што су почели припремни радови на копању темеља и постављању споменика, 1927. године избио је скандал, а београдска јавност је оспоравала постављање споменика на Теразијама са моралног и уметничког аспекта. Поводом ове полемике огласио се изјавом и аутор:
| „                                                                                               | Београдска Општина тражила је од мене пристанак да постави „Победника“ на Теразијама, привремено. Али како знам да наше „привремено“ траје често исувише дуго, споразумео сам се са београдским архитектом Бајаловићем за солиднији постамент на који би се фигура имала поставити. Општина је, како сам чуо, почела да ради. Па је прекинула посао. Шта ја имам да кажем? Ако мисле да поставе фигуру на Теразијама, нека је поставе. Ако су пронашли неко боље место нека је поставе тамо – иако ја не знам зашто не би могла стајати на Теразијама. На крају, може да остане тамо где је и досад била - у шупи. Што се мене тиче, ја бих највише волео да се нађу могућности да израдим целу Чесму онако како је замишљена... | ” |
| — Иван Мештровић, Густав Крклец, Са г. Јованом Дучићем у Загребу код Ивана Мештровића, Политика | |   |

### Нова локација
Након дугих полемика, расправа и критика одлучено је у београдској Општини да се споменик не постави на Теразијама, већ на другом месту изван града. Председник Општине Кумануди обавештава Мештровића да су радови на постављању споменика на Теразијама обустављени мимо његовог наређења. Коначно, скулптура добија своје место на платоу Горњег града Београдске тврђаве. Ова одлука Општине о месту постављања Победника се поклопила са завршетком радова на уређењу Савског шеталишта и Великог степеништа на Калемегдану, као и годишњице обележавања пробоја Солунског фронта. Управо у спомен тог догађаја 7. октобра 1928. године је свечано отворен нови део Савске алеје и откривен споменик Победник.
У опусу Ивана Мештровића, скулптура Победник изведена 1913. године, непосредно након циклуса скулптура намењених Видовданском храму, надовезује се на идејни и стилски концепт поменутог циклуса у које спадају репрезентативна дела Мештровићеве пластике попут скулптура Милош Обилић, Срђа Злопоглеђа, Марко Краљевић. Сам споменик конципиран у монументалној форми, наге атлетске мушке фигуре, постављен на високи стуб у симболичном смислу представља иконичку фигуру победе. Као иконографско решење за персонификацију тријумфа победоносне нације преузет је симболични мотив митског хероја Херкула из наслеђа класичног вокабулара.
Након завршетка Првог светског рата, формирањем нове државе и нове духовне климе, првобитни концепт споменика „Весника победе“ и његово оригинално решење као завршни мотив монументалне фонтане, чије је постављање било предвиђено на Теразијском платоу као споменик слободи и ослобођењу од петовековног турског ропства, је изгубио аутентично значење, па је назив споменика проистекао из његове нове посвете пробоја Солунског фронта и победи српске војске у Првом светском рату.
Једноставност постамента и добро одмерена висина за постављање омогућила је сагледавање споменика у целини, пре него у детаљима. Тиме је остварена жељена монументалност, а перципирање самог споменика као знака или симбола. Током времена Победник је постао један од најупечатљивијих симбола Београда, а уз Споменик захвалности Француској, припада малом броју монументалних јавних споменика који су подизани између два светска рата у Београду, а који се одликују савременим стилским стремљењима. 
Споменик Победнику је утврђен за културно добро 1992. године.
Целина "Победника" има извесне сличности са трондхејмским спомеником норвешком краљу Улаву из 1921. (→ en)

## Поправке и реконструкције споменика
За време од 91 године, откако је споменик постављен, рађено је само чишћење споменика од графита и запрљаности и попуњавање пукотина и спојница камене облоге. Године 1996. извршени су радови на санацији споменика утискивањем „мега” шипова, али они нису дали резултате.
Током 2016. године, редовним осматрањем, на споменику је констатовано прилично оштећење. Тим поводом затражено је мишљење експертског тима Грађевинског факултета Универзитета у Београду о статичком стању споменика са предлогом потребних мера заштите. Резултати су показали да је споменик „Победник” нагнут 30 cm у односу на вертикалну осу и да нагињање споменика представља процес који и даље траје. Ради се о релативно спором процесу који не показује знаке смиривања и заустављања, а у периоду од 35 година, за који постоје подаци, хоризонтално померање на висини постоља фигуре се повећало за 30%.
Током 2019. године извршен је увид у стање споменика „Победник”, као и мапирање оштећења камене облоге и бронзане скулптуре, детаљно мерење и 3Д ласерско скенирање. Увидом у стање установљено је да су оштећења драстично погоршана у односу на 2016. годину када је последњи пут вршена опсервација. На основу ових и свих претходних испитивања, Завод за заштиту споменика културе града Београда је, поново у сарадњи са Грађевинским факултетом, урадио пројекат реконструкције и рестаурације споменика.
Бронзана статуа је 10. октобра 2019. уклоњена са стуба, на коме је стајала од 1928. године, када је споменик свечано откривен. Статуа је однета на рестаурацију у уметнички атеље вајара Зорана Кузмановића у Смедерево, а отпочели су и радови на реконструкцији стуба и постамента. Завршетак радова најављен је за фебруар 2020. године, када је „Победник” враћен на своје постоље.

## Занимљивости
- Споменик и плато испод њега дневно посети више од 5.000 туриста. Победник је најфотографисанији и најпопуларнији београдски споменик.[тражи се извор]
- Врло је дискутабилно питање да ли је скулптура нагог мушкарца постављена намерно у правцу Аустрије.[тражи се извор]
- Када се стане испод споменика, може се уочити да је крив.[тражи се извор]
- У Београду се дуги низ година одржава додела статуе  Београдски победник те се истом могу похвалити многи уметници државе Србије. На пример, књижевница Ива Штрљић, група Рибља чорба, Жељко Васић и многи други.
- У оптицају за локацију споменика је био и Позоришни трг (данас Трг републике). Још један од разлога промене локације је скривање нагости споменика од очију јавности.[тражи се извор]

## Галерија
- Поглед са тврђаве
- Победник ноћу